# مارغريت فريدكولا
مارغريت فريدكولا (1080 - 4 نوفمبر 1130) أميرة سويدية أصبحت ملكة النرويج والدنمارك على التوالي من خلال الزواج من ;كل من الملك ماجنوس الثالث من النرويج والملك نييلز في الدنمارك . كانت أيضًا الحاكم الفعلي للدنمارك. وقد عرفت باسم مارغريتا فردكولا في السويد، ومارجريت فريدسكولا في النرويج ومارجريت فريدكولا في الدنمارك.

## السيرة الشخصية
ولدت مارغريت كأميرة من العائلة المالكة كطفلة بين أربعة أطفال للملك إنجه الأكبر من السويد والملكة هيلانة . لم يتم غمل توثيق دقيق لتاريخ ميلادها ومكان الميلاد.

### ملكة النرويج
في 1101 ، تزوجت الملك ماغنوس من النرويج. تم ترتيب الزواج كجزء من معاهدة السلام بين السويد والنرويج. وكثيرا ما يشار إليها باسم مارغريت فريدكولا (مارغريت عذراء السلام). أحضرت معها إقطاعياتها الكبيرة ومناطقها السويدية كمهر قدمه أهلها لها ولزوجها، ويعتقد أن تلك الأملاك كانت في فاسترجوتلاند . في عام 1103 ، أصبحت أرملة بعد عامين من الزواج، وسرعان ما غادرت النرويج، فذلك الزواج لم ينتج أطفال. إلا أن النرويجيين أعتبروا رحيلها من النرويج إهانة لهم. فنهم توقعوا منها أن تبقى. و قد اتُهمت بأنها سرقت الآثار المقدسة لسانت أولاف .

### ملكة الدنمارك
في عام 1105 ، تزوجت من نيلز ملك الدنمارك. كان نيلز قد توجا ملكًا في عام 1104، إلا أنه تم وصفه على أنه ملك سلبي، يفتقر إلى القدرة على الحكم وترك شؤون الدولة على الملكة. بمباركته، حكمت مارغريت الدنمارك. وصفت بأنها حاكمة حكيمة، والعلاقة بين الدنمارك وبلدها السويد كانت سلمية للغاية خلال فترة وجودها كملكة. قيل ما يلي: Stydersen beroede for størstedelen paa den ædle dronning Margrete، saa في fremmede sagde، في Danmarks styrelse laa i kvindehaand ("كان الحكم يعتمد إلى حد كبير على الملكة مارغريت النبيلة" ، بدرجة أن الأجانب لاحظوا ان الحكم كان بيد امرأة "). قامت بسك عملتها المعدنية ، وهو أمر ميز ملكة مسيطرة في وقتها. حملت العملات المعدنية الدنماركية المسكوكة خلال تلك الفترة نقش: Margareta-Nicalas ("مارغريت - نيلز").
توفي والدها، الملك إنج ذا إلدر، في عام 1110 ، وخلفه على العرش السويدي أبناء أخوته. أختها الكبرى، كريستينا، عاشت في روسيا، وكانت روسيا تعتبر بعيدة جدًا بحيث لم تحصل كريستينا على نصيب من ورثة والدها، مما عنى أن مارغريت وشقيقتها الصغرى كاثرين هم فقط من ورثوا بين الأخوات. من المعروف أن مارغريت شاركت ميراثها مع ابنة أختها إنغريد في النرويج، وابنة أختها في إنجبورج في الدنمارك، بحيث أعطت الربع لكل منهما.
في عام 1114 ، وصل مارجريت رسالة من ثيوبالد ستامبنيسيس يشكرها على الليبرالية الظاهرة في كنيسة كاين .

### الوفاة
بعد وفاتها عام 1130 ، تزوج الملك نيلز من الملكة السويدية أولفهيلد . أصبحت أراضي مارغريت في السويد تابعة لابنها ماغنوس عندما طالب بعرش السويد من خلال دمه من أمه. عندما توفي ابن عم مارغريت الملك إنجيه الأصغر سنا ، طالب ماغنوس بالعرش كونه أكبر أحفاد للملك إنج الأكبر وأطلق على نفسه خلال حكمه لقب الملك ماغنوس الأول ملك السويد.

## أبناءها
أنجبت الملكة مارغريت طفلين مع الملك نيلز:
- إنجه نيلسن (توفي وهو طفل)
- ماغنوس الأول ملك السويد (من مواليد حوالي 1106)